# Rampage
Rampage è un videogioco arcade del genere platform-picchiaduro, prodotto nel 1986 da Bally Midway. Ogni giocatore prende il controllo di un gigantesco mostro e con questo bisogna distruggere delle città, stando attenti a non essere fermati dalla forze militari. Grande classico degli arcade, rappresentava un omaggio parodistico ai classici film di mostri.
Dal 1987 il gioco venne pubblicato anche per numerosi home computer e console dell'epoca, perlopiù da Activision, oltre ad apparire successivamente in varie raccolte per piattaforme più moderne.

## Modalità di gioco
I giocatori, da uno a tre in simultanea, impersonano tre individui trasformati in giganteschi mostri con il compito di distruggere le maggiori città degli Stati Uniti, rappresentate come schermate fisse con alti palazzi bidimensionali visti di profilo. Il giocatore può saltare, arrampicarsi sui lati dei palazzi e colpire nemici e palazzi con pugni direzionabili; una volta che un palazzo ha ricevuto colpi a sufficienza dal mostro, crolla; facendo crollare tutti i palazzi in una schermata si completa un livello. Nell'arcade originale ci sono ben 768 livelli differenti, corrispondenti a 128 città ripetute in più cicli.
La città è difesa dall'esercito, con soldati che si affacciano alle finestre e sparano o lanciano bombe, elicotteri, carri armati e auto della polizia che arrivano dai lati dello schermo. Il giocatore riceve danni quando viene colpito da pallottole, granate o dinamite, o cadendo assieme a un palazzo che sta crollando. I giocatori possono anche colpirsi tra loro. I danni possono essere guariti afferrando con il pugno e mangiando persone che si trovano nei palazzi o che corrono per strada, oppure il cibo si può trovare dentro le finestre delle abitazioni (come pollo arrosto, pesce, frutta, ecc.). Altri oggetti possono conferire punti bonus o anche danneggiare il mostro.
Il mostro, quando termina la barra dell'energia, si ritrasforma in un essere umano che, privo di vestiti, corre al di fuori dello schermo. Si conclude così la partita.
Tra le conversioni domestiche si differenziò particolarmente quella per Atari Lynx, dotata di scorrimento e di quattro personaggi. È supportato anche il gioco con tutti e quattro in simultanea collegando più console con il cavo ComLynx. Sulle altre conversioni sono supportati fino a due o tre giocatori simultanei, a seconda dei casi; per il Commodore 64 in particolare furono prodotte due versioni distinte, europea (1987) e americana (1989), di cui solo la prima supporta tre giocatori.

## Personaggi
I tre personaggi selezionabili, differenti solo dal punto di vista estetico, sono due uomini e una donna che si sono tramutati in mostri a causa di esperimenti scientifici:
- George - un gigantesco gorilla simile a King Kong;
- Lizzie - un dinosauro/lucertola simile a Godzilla;
- Ralph - un lupo mannaro gigante.

Esclusivamente nella versione Atari Lynx venne introdotto un quarto personaggio, Larry, un ratto grigio gigante; al contrario nella versione NES i personaggi sono ridotti a due dalla mancanza di Ralph.

## Sviluppo
A capo del progetto dell'arcade originale della Midway c'erano Brian Colin e Jeff Nauman, ideatori e rispettivamente artista e programmatore, entrambi non veterani della scena arcade. Si pensò di sfruttare la popolarità del film King Kong 2 in uscita lo stesso anno, ma il film al contrario del gioco fu un insuccesso.
Diversamente dai tipici giochi dell'epoca, il design era orientato a creare un gioco dove non ci fosse un approccio migliore da seguire, ma fossero possibili molte strategie; specialmente nel multigiocatore la libertà d'azione è esaltata dalla possibilità di danneggiarsi intenzionalmente a vicenda.

## Accoglienza
Rampage si fece notare a suo tempo per l'insolita possibilità di interpretare i "cattivi", per la grafica accattivante, con protagonisti dal design demenziale e scenari urbani particolareggiati, e per la grande interattività con gli sfondi, piuttosto innovativa per l'epoca. Il titolo ebbe un buon successo in sala giochi, mentre le numerose conversioni domestiche ebbero fortuna molto variabile.
Secondo Retrogame Magazine, tra i computer a 8 bit fu particolarmente riuscita la versione per Amstrad CPC, più ordinarie quelle per Commodore 64 (la rivista si riferisce all'edizione americana) e ZX Spectrum, mentre deludente fu quella per Atari 8-bit, soprattutto sul piano grafico, e quella per Apple II soffriva sensibilmente di ritardi e scarsità di animazioni.
Tra i 16 bit, le versioni equivalenti Amiga/Atari ST, giunte piuttosto tardi (1989), si fecero notare poco dato che questi sistemi avevano ormai mostrato potenzialità maggiori; la versione PC MS-DOS (1988) fu valida, e favorì quel periodo in cui i PC si stavano emancipando anche come sistemi per giochi arcade, tuttavia perdeva molto per chi disponesse solo di scheda video CGA.
In ambito console, le più riuscite furono la versione Master System e il particolare adattamento per Atari Lynx; fu dignitosa l'edizione per Atari 7800, mentre sull'antiquato Atari 2600 il gioco soffrì eccessivamente dei limiti tecnici del sistema, e sul NES si ritrovò decisamente battuto dal diretto rivale Master System.

## Serie
Rampage ebbe diversi seguiti ufficiali, che iniziarono a uscire oltre un decennio dopo.
- Rampage (1986)
- Rampage: World Tour (1997, arcade e conversioni)
- Rampage 2: Universal Tour (1999, Nintendo 64, PlayStation, Game Boy Color)
- Rampage Through Time (2000, PlayStation)
- Rampage Puzzle Attack (2001, Game Boy Advance, spin-off di genere diverso)
- Rampage: Total Destruction (2006, PlayStation 2, GameCube [uscito solo in America] e Wii, include anche il Rampage originale)

Inoltre nel 1987 uscì Ramparts per i computer a 8 bit, un'imitazione a tema medievale.

## Adattamento cinematografico
Dwayne Johnson ha recitato nell'adattamento cinematografico del videogioco, Rampage - Furia animale. La sceneggiatura è firmata da Ryan Engle e la pellicola è stata distribuita nelle sale cinematografiche statunitensi il 13 aprile 2018 e in quelle italiane il 12 aprile 2018.